# Municipio de Reforma
El municipio de Reforma es uno de los 124 municipios en que se encuentra dividido el estado mexicano de Chiapas. Se encuentra en el extremo norte del estado, su cabecera es la ciudad del mismo nombre.

## Geografía
El municipio de Reforma se encuentra localizado en el norte del estado, en los límites con el estado de Tabasco, y forma parte de la región económica denominada como Región V Norte. Su extensión territorial es de 436.298 kilómetros cuadrados que representan el 0.59% de la extensión del territorio estatal. Sus coordenadas geográficas extremas son 17° 45' - 18° 00' de latitud norte y 93° 05' - 93° 23' de longitud oeste y su altitud va desde un mínimo de 0 hasta un máximo de 100 metros sobre del nivel del mar.
El municipio limita al sur con el municipio de Juárez. Al oeste, norte y este limita con el estado de Tabasco; al oeste con el municipio de Huimanguillo, al noroeste con el municipio de Cárdenas, al norte con el municipio de Cunduacán y al noreste y este con el municipio de Centro.

## Demografía
De acuerdo a los resultados del Censo de Población y Vivienda realizado en 2020 por el Instituto Nacional de Estadística y Geografía, la población total del municipio de Reforma es de 44,829 habitantes.
La densidad poblacional del municipio es de 93.31 habitantes por kilómetro cuadrados.

### Localidades
En el censo de 2020 el municipio de Reforma contaba con 35 localidades.
| Código INEGI      | Localidad              | Población (2020) |
| ----------------- | ---------------------- | ---------------- |
| 070740001         | Reforma                | 29 018           |
| 070740005         | El Carmen              | 2 290            |
| 070740026         | Rafael Pascacio Gamboa | 1 334            |
| 070740016         | Miguel Hidalgo         | 1 124            |
| 070740049         | La Unión               | 933              |
| Otras localidades | Otras localidades      | 10 130           |
| Total municipal   | Total municipal        | 44 829           |

## Política

### Representación legislativa
Para la elección de diputados locales al Congreso del Estado de Chiapas y de diputados federales a la Cámara de Diputados federal, el municipio de Reforma se encuentra integrado en los siguientes distritos electorales:
Local:
- Distrito electoral local 12 de Chiapas con cabecera en Pichucalco.[7]

Federal:
- Distrito electoral federal 4 de Chiapas con cabecera en Pichucalco.[8]